# Кубок північної Норвегії
Ку́бок півні́чної Норве́гії (норв. Nord-Norgesmesterskap i fotball) — футбольний турнір Норвегії, що розігрувався з 1929 по 1969 роки. Був утворений клубами Нур-Норге, бо до 1962 року вони не допускалися до участі в Кубку Норвегії. Після допуску клубів Нур-Норге до загальнонаціонального Кубка, турнір втратив своє значення і з 1969 року не проводиться.

## Список переможців
- 1929: Нарвік-Нор
- 1930: Буде-Глімт (під назвою Glimt)
- 1931: Тромсе (під назвою Tor)
- 1932: Харстад
- 1933: Буде-Глімт (під назвою Glimt)
- 1934: Буде-Глімт (під назвою Glimt)
- 1935: Мйолнер
- 1936: Флея
- 1937: Нарвік-Нор
- 1938: Харстад
- 1939: Буде-Глімт (під назвою Glimt)
- 1940—1945: Не проводився
- 1946: Мйолнер
- 1947: Мйолнер
- 1948: Мйолнер
- 1949: Тромсе
- 1950: Нарвік-Нор
- 1951: Мйолнер
- 1952: Буде-Глімт
- 1953: Харстад
- 1954: Харстад
- 1955: Харстад
- 1956: Тромсе
- 1957: Харстад
- 1958: Харстад
- 1959: Нарвік-Нор
- 1960: Мйолнер
- 1961: Мйолнер
- 1962: Харстад
- 1963: Буде-Глімт
- 1964: Буде-Глімт
- 1965: Мйолнер
- 1966: Мйолнер
- 1967: Буде-Глімт
- 1968: Харстад
- 1969: Буде-Глімт

## Кількість перемог
- 9: Буде-Глімт, Харстад, Мйолнер
- 4: Нарвік-Нор
- 3: Тромсе
- 1: Флея